# Mediaset 4
Mediaset 4 è stato uno dei multiplex della televisione digitale terrestre. Apparteneva a EI Towers S.p.A. interamente posseduta da 2i Towers S.r.l., a sua volta controllata al 100% da 2i Towers Holding S.r.l., che è partecipata per il 40% da Mediaset e per il 60% da F2i TLC 1 S.r.l..

## Caratteristiche
Il Mediaset 4 trasmetteva in SFN sul canale 49 della banda UHF V in tutta Italia, a eccezione della Valle d'Aosta dove trasmetteva sul canale 52 della banda UHF V e della Sardegna dove trasmetteva sui canali 52 e 58 della banda UHF V.

## Storia

### 2009
- 5 maggio 2009: Attivato il multiplex Mediaset 4 utilizzando le frequenze del multiplex Retequattro con i canali Rete 4, Canale 5, Italia 1, Rete 4+1, Canale 5+1, Italia 1+1.
- 16 novembre 2009: Eliminato Rete 4 +1, aggiunto Mediashopping e modificato il sistema di numerazione dei canali (LCN).

### 2010
- 3 maggio 2010: Eliminati Canale 5 +1 e Italia 1+1, aggiunto Premium Cinema HD.
- 14 maggio 2010: Eliminato Mediashopping.
- 26 novembre 2010: Eliminato Premium Cinema HD e aggiunti Mediaset Extra e La5.

### 2011
- 1º marzo 2011: Aggiunto TG Mediaset.
- 28 novembre 2011: Rinominato TG Mediaset in TGcom24 e partenza del canale.

### 2012
- 4 luglio 2012: Eliminato Mediaset Extra. Aggiunto Iris.

### 2013
- 10 dicembre 2013: Aggiunto il canale "d'appoggio" del nuovo servizio on-demand Mediaset Infinity alla posizione 899.
- 11 dicembre 2013: Aggiunto Rewind.

### 2014
- 10 marzo 2014: Rinominato Rewind in Mediaset Rewind.

### 2015
- 9 ottobre 2015: Rinominato Mediaset Rewind in Mediaset On Demand.

### 2017
- 15 giugno 2017: Aggiunto Rete 4 HD (copia del canale SD).

### 2018
- 1º agosto 2018: Eliminato Rete 4 HD (copia del canale SD).

### 2019
- 7 marzo 2019: Rinominato Mediaset On Demand in Mediaset Play.
- 9 luglio 2019: Aggiunte le LCN 104, 105 e 106 a Rete 4, Canale 5 e Italia 1.

### 2020
- 15 gennaio 2020: Aggiunto il canale Test HEVC Main10.

### 2021
- 20 ottobre 2021: Rete 4, Canale 5 e Italia 1 alle LCN 4, 5 e 6 diventano provvisorio. Rinominati Mediaset Play e Infinity rispettivamente in Mediaset Infinity e Infinity+.
- 29 novembre 2021: Eliminati Mediaset Infinity e Infinity+.

### 2022
- 17 gennaio 2022: Iris e La5 diventano provvisorio alle LCN 22 e 30.
- 8 marzo 2022: Eliminati Iris e La 5. Rete4 (provvisorio), Canale5 (provvisorio), Italia1 (provvisorio), Iris (provvisorio) e La 5 (provvisorio) cambiano rispettivamente LCN da 4, 5, 6, 22 e 30 a 504, 505, 506 522 e 530. Rete4, Canale5 e Italia1 alle LCN 104, 105 e 106 diventano provvisorio.
- 29 giugno 2022: Chiusura del mux in tutta Italia.

## Servizi

### Canali televisivi presenti al momento della chiusura
Sul multiplex Mediaset 4 erano presenti canali televisivi in chiaro del gruppo Mediaset.
| LCN     | Canale                  | Note         |
| ------- | ----------------------- | ------------ |
| 51 551  | TGCOM24                 | FTA          |
| 104 504 | Rete 4 HD (provvisorio) | FTA (MPEG-2) |
| 105 505 | canale5(provvisorio)    | FTA (MPEG-2) |
| 106 506 | italia1 (provvisorio)   | FTA (MPEG-2) |
| 522     | Iris (provvisorio)      | FTA (MPEG-2) |
| 530     | La 5 (provvisorio)      | FTA (MPEG-2) |

### Canali test presenti al momento della chiusura
| LCN | Canale           | Note       |
| --- | ---------------- | ---------- |
| 200 | Test HEVC Main10 | FTA (HDTV) |